# XLink Kai
XLink Kai là một chương trình được phát triển bởi Team XLink cho phép chơi trò chơi điện tử trực tuyến với sự hỗ trợ cho các chế độ nhiều người chơi qua mạng LAN . Nó cho phép người chơi trên GameCube, Nintendo Switch, PlayStation 2, PlayStation 3, PlayStation 4, PlayStation Portable, PlayStation Vita, Xbox, Xbox 360 và Xbox One chơi các trò chơi trên mạng Internet bằng cấu hình mạng giả lập mạng cục bộ (mạng LAN). Đáng chú ý, nó cũng cho phép chơi lại các trò chơi Xbox gốc trực tuyến sau khi Xbox Live ngừng hoạt động vào ngày 21 tháng 4 năm 2010 (tương tự như các trò chơi Save Nintendo Wi-Fi cho Wii) và một số tựa GameSpy nhất định như Saints Row 2 sẽ được chơi trực tuyến sau khi ngừng hoạt động. Mạng GameSpy ngừng hoạt động vào ngày 31 tháng 5 năm 2014.

## Tóm tắt
Mục đích của phần mềm là cho phép các bảng điều khiển kết nối với nhau qua internet thông qua khả năng "phát mạng cục bộ" của bảng điều khiển. XLink Kai hoạt động như một phần mềm tạo đường hầm, được cài đặt vào máy tính Microsoft Windows, macOS hoặc Linux tương thích trên cùng một mạng với bảng điều khiển. Khi máy chơi game bắt đầu tính năng "chơi mạng" của trò chơi, các yêu cầu của console sẽ được chuyển đến máy tính. XLink sau tiếp nhận những yêu cầu này sẽ cấp phép cho các hệ máy khác nhau được hiển thị qua thông qua mạng internet trong quá trình tìm kiếm này, làm cho máy chơi game của người chơi này nhận diện máy chơi game của các người khác đang như đang kết nối với mạng LAN.
Đối với các hệ máy Xbox được sửa đổi ("đã mod"), nhiều chức năng có thể được cung cấp trực tiếp trong GUI của Xbox Media Center (XBMC cho Xbox). Ứng dụng Kai vẫn được yêu cầu chạy trên máy tính trên mạng của người dùng, nhưng người chơi có thể kiểm soát các kết nối trực tiếp thông qua console. Và cũng có thể chạy ứng dụng Kai trên các thiết bị dựa trên Linux khác, chẳng hạn như thiết bị Raspberry Pi hoặc NAS.

## Cách sử dụng
Người dùng sẽ đăng nhập vào máy chủ của XLink bằng tên người dùng XTag, tương tự như "Gamertag" cho Xbox Live. XLink có "Đấu trường" cho từng trò chơi Liên kết hệ thống tương thích, với các trò chơi phổ biến hơn như Halo 2 và SOCOM II có các đấu trường phụ dựa trên các khu vực bên trong chúng nhằm cố gắng giảm thiểu độ trễ. Người chơi trong các đấu trường này sẽ được tự động đồng bộ hóa với nhau, mô phỏng kết nối mạng LAN và do đó có thể chơi trò chơi bình thường bằng các chức năng Liên kết hệ thống. Ngoài Đấu trường trò chơi, Kai còn có một phòng trò chuyện chung và Đấu trường cách ly, trong đó người điều hành có thể cô lập những người chơi lạm dụng. XLink cũng cho phép người chơi tạo Đấu trường riêng do họ tự kiểm duyệt.

## Tính năng
XLink Kai hỗ trợ GameCube, Nintendo Switch, Wii, Wii U, PlayStation 2, PlayStation 3, PlayStation 4, PlayStation Portable, PlayStation Vita, Xbox, Xbox 360 và các trò chơi hỗ trợ Xbox One LAN. Nó có các sảnh trò chuyện tích hợp trong đó người chơi có thể gặp gỡ và giao lưu trước khi bắt đầu phiên trò chơi. Sảnh bang hội (Clan), giải đấu và các bậc lobby cũng được tích hợp cho một số trò chơi. Bạn có thể tìm thấy danh sách các trò chơi tương thích trên trang web Team-XLink. Những cân nhắc đặc biệt đã được thực hiện trên máy Xbox 360 và được thiết kế bởi Microsoft để nhằm không tương thích với loại phần mềm này. Máy chơi game sẽ tự động ngắt kết nối nếu ping lớn hơn 30 mili giây trong kết nối liên kết hệ thống. Tuy nhiên, một bản vá đã được phát hành để vượt qua giới hạn này trên các bảng điều khiển đã được sửa đổi. Từng có lúc, Nintendo từng lên kế hoạch hỗ trợ cho Nintendo DS, nhưng chưa bao giờ được hoàn thành.
Kể từ phiên bản 7.4.37, kết nối trực tiếp với trình giả lập sẽ được hỗ trợ, cụ thể là phiên bản Dolphin 5.0-12233 trở lên.
XBMC cho hệ máy Xbox của Microsoft có ứng dụng điều khiển cho XLink Kai cho phép điều khiển chương trình phần mềm XLink Kai từ Xbox của người dùng thông qua XBMC GUI. MC360 là giao diện dành cho XBMC của Blackbolt giúp mang đến cho ứng dụng XLink Kai (XBMC-Live) một giao diện quen thuộc giống như hệ máy của Xbox 360 và khả năng kết nối của Xbox Live dành cho bạn bè, đấu trường, v.v. XLink Kai đã bị xóa khỏi các bản dựng XBMC 14099 trở lên.